# Un consiglio a Dio
Un consiglio a Dio è un film del 2011 con Vinicio Marchioni, diretto da Sandro Dionisio. Il film è tratto dal monologo teatrale Il trovacadaveri di Davide Morganti.

## Trama
Il film è un connubio tra cinema di finzione e documentario. Vinicio Marchioni interpreta un "trovacadaveri" intento a recuperare i corpi deceduti di extracomunitari rinvenuti su una spiaggia italiana. Le scene interpretate da Marchioni si alternano a interviste realizzate a profughi appena accolti e ad altri già integrati nel contesto sociale italiano.

## Critica
Definito un film di tragica e devastante attualità , la giornalista Silvana Silvestri scrive su Il manifesto: «drammatico e ricco di umanità». Unico titolo italiano in concorso al Pesaro Film Festival.